# Terremoto della Cascadia del 1700
Il terremoto della Cascadia del 1700 fu un evento sismico di magnitudo momento 8,7-9,2 che colpì la zona di subduzione della Cascadia il 26 gennaio 1700 alle 21 circa ora locale. Il megasisma ha avuto origine lungo la placca di Juan de Fuca, andando dall'isola di Vancouver alla California settentrionale, per circa 1000 km di faglia e con uno slittamento di circa 20 m. Il sisma innescò un maremoto che colpì sia le coste dell'America settentrionale sia le coste del Giappone. Grazie alle testimonianze scritte degli effetti del maremoto in Giappone è stato possibile identificare giorno e orario di occorrenza del sisma.

## Il sisma e il maremoto

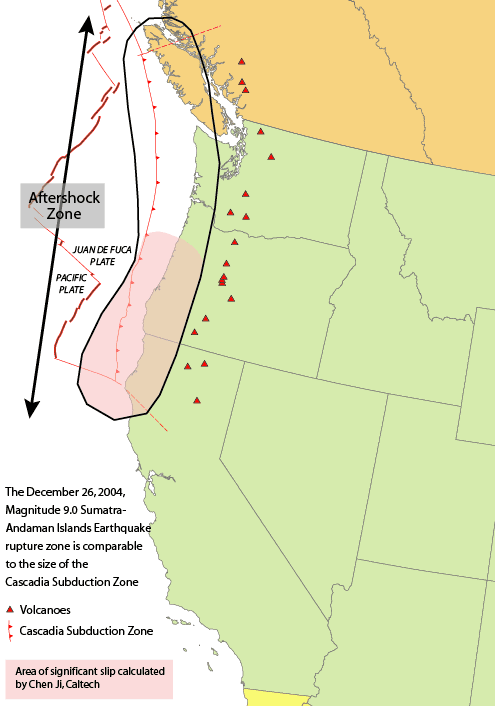
Zona di subduzione della Cascadia.

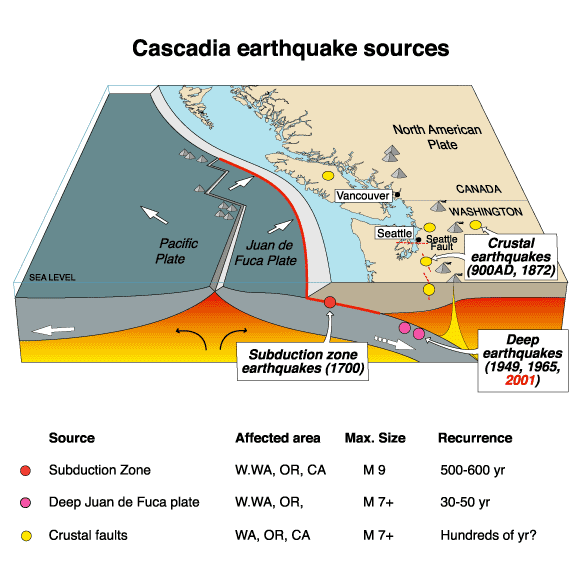
Terremoti nella regione della Cascadia.

Sebbene non esistano testimonianze scritte del sisma nella regione dove ebbe luogo, il giorno e l'orario del sisma sono stati ricavati dalle testimonianze del successivo maremoto che colpì il Giappone. Il sisma, che si verificò il 26 gennaio 1700 attorno alle 21 ora locale, venne causato da una rottura lungo 1000 km della zona di subduzione della Cascadia, che rappresenta il confine tra la placca di Juan de Fuca e la placca nordamericana; a circa metà dell'area di rottura le due placche hanno avuto uno slittamento di 20 m. Sulla base delle testimonianze sull'altezza delle onde di maremoto in Giappone, dell'area di rottura e dell'entità dello slittamento tra le placche, una serie di simulazioni ha portato a stimare la magnitudo momento del sisma nell'intervallo 8,7-9,2 con maggiore adattamento del modello a 9,0.
Il maremoto che è stato generato dal sisma colpì sia le coste dell'America settentrionale sia le coste dell'Asia orientale. In Giappone vennero riportate onde alte attorno ai 5 m soprattutto lungo la costa pacifica dell'isola di Honshū, e in particolare nelle comunità di Kuwagasaki, Tsugaruishi, Otsuchi, Miho e Tanabe. Il maremoto distrusse o danneggiò diversi villaggi di pescatori, causando la morte di alcune persone. Alcuni resoconti riportarono l'assenza di una scossa di terremoto che avrebbe potuto allertare la popolazione per l'arrivo di onde di maremoto. Per questo aspetto si è parlato per quasi 300 anni di "tsunami orfano".

## Ricerca scientifica
L'indizio più importante che ha collegato lo "tsunami orfano" del Giappone a un forte terremoto lungo la costa pacifica dell'America settentrionale è giunto dalla dendrocronologia, ossia dalla datazione basata sul conteggio degli anelli di accrescimento annuale degli alberi. Lungo le coste degli stati dell'Oregon e di Washington sono presenti delle foreste fantasma di cedri rossi, che si trovano su terreni sotto il livello di marea. Grazie alla dendrocronologia, è emerso che questi alberi sono morti nello stesso periodo in maniera improvvisa per la subsidenza del terreno a seguito di un terremoto. L'ultimo anello di questi alberi è stato datato all'estate 1699; poiché questi alberi non crescono in inverno, è stato dedotto che questo terremoto avvenne tra agosto 1699 e maggio 1700. Queste evidenze riguardano anche boschi più interni e resti di boschi che emergono solo con la bassa marea.
Gli strati di sedimenti in questi luoghi hanno mostrato uno schema coerente con eventi sismici e maremoti attorno al 1700. Ulteriori ricerche archeologiche nella regione hanno portato alla luce prove di diversi villaggi costieri che furono allagati e abbandonati intorno al 1700.

## Studi culturali
Le popolazioni indigene presenti nella regione della Cascadia al tempo del sisma non avevano una tradizione scritta come in Giappone, ma esistono numerose tradizioni orali, comuni a diverse comunità indigene costiere dalla Columbia Britannica alla California settentrionale, che raccontano di un grande terremoto e di successive inondazioni. Sebbene questi racconti non specifichino una data e non tutte le storie di terremoti nella regione possono essere attribuite al terremoto del 1700, praticamente tutti i popoli indigeni della regione hanno almeno una storia tradizionale di un evento di potere distruttivo senza pari.
Alcune delle storie contengono indizi temporali, quali una stima del tempo in generazioni dall'evento, che suggeriscono un intervallo di date tra la fine del XVII secolo e l'inizio del XVIII secolo, o che concordano con la tempistica dell'evento in altri modi. Ad esempio, la leggenda del popolo Huu-ay-aht che narra di un grande terremoto e di un'onda oceanica che devastò i loro insediamenti nella baia di Pachena, sull'isola di Vancouver, colloca l'evento in una sera d'inverno poco dopo che gli abitanti dei villaggi erano andati a dormire (coerentemente con l'ora ricostruita delle 21:00). Nel villaggio Huu-ay-aht di Anacla morirono tutti e 600 gli abitanti tranne una persona. Diversi villaggi Nuu-chah-nulth nella baia di Pachena vennero spazzati via dalle onde di maremoto, tranne il villaggio di Malthsit, poiché si trovava su un'altura a 23 m sopra il livello del mare.
Le storie dei Kwakiutl, che vivevano nella parte settentrionale dell'isola di Vancouver, narrano di un terremoto notturno che causò il crollo di praticamente tutte le case della loro comunità. Storie dei Cowichan, che vivevano nella parte interna dell'isola, parlano di un terremoto notturno che causò una frana che seppellì un intero villaggio. Racconti dei Makah, che abitavano i territori del successivo stato di Washington, parlano di un grande terremoto notturno, al quale sopravvissero solo coloro che fuggirono nell'entroterra prima che il maremoto colpisse. Il popolo Quileute, abitanti territori vicini ai Makah, ha un racconto su un'inondazione così potente che gli abitanti del villaggio con le loro canoe furono trascinati nell'entroterra fino al canale di Hood.
La ricerca etnografica si è concentrata su un modello regionale comune di arte e mitologia raffigurante una grande battaglia tra un uccello del tuono e una balena, storie comuni tra le popolazioni indigene della regione della Cascadia e spesso associate a eventi di terremoti e maremoti. Inoltre, sono stati considerati anche eventi culturali come maschere e danze rituali ispirate ai terremoti.